# Eurovisiesongfestival 1997
Het Eurovisiesongfestival 1997 was het tweeënveertigste Eurovisiesongfestival en vond plaats op 3 mei 1997 in Dublin, Ierland. Het programma werd gepresenteerd door Carrie Crowley en Ronan Keating. Van de 25 deelnemende landen won het Verenigd Koninkrijk met het nummer Love shine a light, uitgevoerd door Katrina & the Waves.
Dit lied kreeg 227 punten, 15,7% van het totale aantal punten. Met 157 punten werd Ierland tweede, gevolgd door Turkije op de derde plaats met 121 punten. Het is tot op heden de laatste keer dat het Verenigd Koninkrijk wist te winnen.
De Ieren wilden dit jaar iets geheel anders dan het sobere en duistere decor van 1995 en kozen voor een futuristisch aandoend geheel. Ook de presentatie moest een nieuw en jong gezicht krijgen, en die lag dit jaar in handen van Boyzone-bandlid Ronan Keating en Carrie Crowley.
In de aanloop naar grote veranderingen voor het festival in de jaren erna begon dit jaar in vijf landen het experiment met televoting, waaronder Duitsland, Zwitserland en Zweden. Het effect van deze televoting komt terug in de puntentelling. Het laatste nummer Minn Hinsti Dans van Paul Oscar uit IJsland - een eigentijds dance-nummer - had een act waarbij waarschijnlijk in menig huiskamer de wenkbrauwen enigszins gefronst werden. De jury's vonden het niets, maar enkele televotende landen gaven het lied degelijke scores: televoting bewees de kracht van de massa. Waar de televoters en de jury's het wel unaniem over eens waren, was de overwinning van Katrina and the Waves voor het Verenigd Koninkrijk met Love Shine A Light. Een andere nieuwigheid was dat niet elk land meer gebruik moest maken van het orkest. Enkele landen hadden de muziek op band staan, onder meer Oostenrijk en Duitsland.
Het aantal deelnemers werd opnieuw opgetrokken naar 25. De preselectie uit 1996 werd - mede door de uitsluiting van Duitsland dat jaar - verlaten. Er werd nu gekeken naar de gemiddelde scores van de landen in de laatste vier jaar. De 25 hoogst scorende landen mochten deelnemen. Onder meer België werd hiervan het slachtoffer door de zwakke scores in 1993 en 1995. In 1997 kwamen de Italianen terug na drie jaar afwezigheid met Jalisse en hun lied Fiumi di Parole. Zij bereikten de vierde plaats. Het duurde tot 2011 voor Italië opnieuw deelnam.
De Noorse kandidaat Tor Endresen slaagde er pas bij zijn 8ste poging in om Noorwegen te vertegenwoordigen en eindigde roemloos laatste met 0 punten. Ook Portugal haalde die score.

## Puntentelling

### Stemstructuur
Net als vorig jaar werden punten toegekend aan elk liedje. Het liedje met het meest aantal stemmen, kreeg twaalf punten. De tweede keus kreeg tien punten en de derde plaats tot en met tiende plaats kregen acht tot en met één punten. Stemmen op het eigen land is niet toegestaan.

### Televoting
In het Verenigd Koninkrijk, Zweden, Oostenrijk, Zwitserland en Duitsland gebruikte men televoting. De punten die vanuit die landen toegekend werden, waren hetzelfde als van de landen met een jury. IJsland kreeg 16 van zijn 18 punten van deze landen. Ierland scoorde het beste bij de televoters.

### Score bijhouden
Er was geen fysiek scorebord aanwezig in de zaal, maar werd gebruikgemaakt van een videoprojectie. Ierland hield vast aan de indeling van 1993, 1994 en 1995.
De landen stonden in het Engels op het overzicht.
Voor de naam was de vlag te zien.
Achter elk land stond het totaal aantal punten.
De gegeven punten werden gelijk bij het totaal van het land opgeteld.
Daarbij werd het vakje met de totaalstand lichter gekleurd.
De presentatrice stond op het podium.
Het land dat de punten aan het doorgeven was, was herkenbaar door dat de naam linksboven het scoreoverzicht verscheen. De reeds opgeroepen landen veranderden van kleur.
Het leidende land werd af en toe na een stemming duidelijk doordat de balk van dat landnaam van dat land rood oplichtte. Af en toe verschenen ook de vijf hoogst scorende landen apart in beeld, vergezeld van een fragment van het lied dat op dat moment nummer 1 stond.

### Stemmen
Het oproepen van de landen ging via satellietverbinding op volgorde van deelname.
Het geven van de punten gebeurde in volgorde van laag naar hoog.
De vertegenwoordiger van het land noemde het land en het aantal punten in het Engels of Frans.
Een van de presentatoren herhaalde dit in de taal waarin de punten gegeven werden
om daarna beide gegevens in de andere taal te herhalen.
Daarbij werd zowel in het Engels als het Frans points gebruikt.

### Beslissing
Na de vierde stemronde nam het Verenigd Koninkrijk de leiding over en liet die nooit meer los. Met een overweldigend puntentotaal van 227 punten restte de overige deelnemers slechts een strijd om plaatsen in de top vijf. De grootste verrassing in het klassement was de derde plaats voor Turkije met het moderne en etnische nummer Dinle van Sebnem Paker - tot dan toe bengelde Turkije steevast in de onderste regionen van het klassement. Het was de hoogste plaats tot dan toe voor Turkije. De vijfde plaats voor Cyprus was een evenaring van de hoogste notering voor het eiland tot dan toe.

## Bedankjes
Opvallend tijdens de puntentelling was dat de landvertegenwoordigers dit jaar voor het eerst complimentjes gaven voor de show en/of de presentatrice. Frankrijk viel extra op omdat vanuit Parijs twee mensen in beeld kwamen om de punten beurtelings bekend te maken.

### Resultaat
| Plaats | Land                  | Artiest                     | Titel                    | Punten |
| ------ | --------------------- | --------------------------- | ------------------------ | ------ |
| 1      | Verenigd Koninkrijk   | Katrina & The Waves         | Love shine a light       | 227    |
| 2      | Ierland               | Marc Roberts                | Mysterious woman         | 157    |
| 3      | Turkije               | Şebnem Paker & Grup Etnik   | Dinle                    | 121    |
| 4      | Italië                | Jalisse                     | Fiumi di parole          | 114    |
| 5      | Cyprus                | Hara & Andreas Konstantinou | Mana mou                 | 98     |
| 6      | Spanje                | Marcos Llunas               | Sin rencor               | 96     |
| 7      | Frankrijk             | Fanny                       | Sentiments songes        | 95     |
| 8      | Estland               | Maarja-Liis Ilus            | Keelatud maa             | 82     |
| 9      | Malta                 | Debbie Scerri               | Let me fly               | 66     |
| 10     | Slovenië              | Tanja Ribič                 | Zbudi se                 | 60     |
| 11     | Polen                 | Anna Maria Jopek            | Ale jestem               | 54     |
| 12     | Hongarije             | VIP                         | Miért kell, hogy elmenj? | 39     |
| 12     | Griekenland           | Marianna Zorba              | Horepse                  | 39     |
| 14     | Zweden                | Blond                       | Bara hon älskar mig      | 36     |
| 15     | Rusland               | Alla Poegatsjova            | Primadonna               | 33     |
| 16     | Denemarken            | Kølig Kaj                   | Stemmen i mit liv        | 25     |
| 17     | Kroatië               | ENI                         | Probudi me               | 24     |
| 18     | Duitsland             | Bianca Shomburg             | Zeit                     | 22     |
| 18     | Bosnië en Herzegovina | Alma                        | Goodbye                  | 22     |
| 20     | IJsland               | Paul Oscar                  | Minn hinsti dans         | 18     |
| 21     | Oostenrijk            | Bettina Soriat              | One step                 | 12     |
| 22     | Zwitserland           | Barbara Berta               | Dentro di me             | 5      |
| 22     | Nederland             | Mrs. Einstein               | Niemand heeft nog tijd   | 5      |
| 24     | Portugal              | Célia Lawson                | Antes do adeus           | 0      |
| 24     | Noorwegen             | Tor Endresen                | San Francisco            | 0      |

## Deelnemers

### Terugkerende artiesten
| Land                  | Artiest          | Plaats | Eerdere deelname                                       | Plaats toen |
| --------------------- | ---------------- | ------ | ------------------------------------------------------ | ----------- |
| Bosnië en Herzegovina | Alma             | 18     | Bosnië en Herzegovina 1994 (samen met Dejan Lazarević) | 15          |
| Estland               | Maarja-Liis Ilus | 8      | Estland 1996 (samen met Ivo Linna)                     | 5           |
| Kroatië               | ENI              | 17     | Kroatië 1993 (deel van PUT)                            | 15          |
| Turkije               | Şebnem Paker     | 3      | Turkije 1996                                           | 12          |

### Nationale keuzes
Darja Švajger, die twee jaar eerder 7de werd, moest nu tevreden zijn met een 2de plaats in de preselectie. De Duitser Leon won vorig jaar de Duitse preselectie maar strandde in de Europese voorselectie. Georgina, Mary Spiteri en Renato die de vorige jaren ook herhaaldelijk deelnamen aan de Maltese selectie moesten ook dit jaar in het zand bijten. Martin Loft won vorig jaar de Deense preselectie, maar slaagde er niet in zich te plaatsen voor het songfestival. In Kroatië traden 3 deelnemers aan die al een top-10 plaats behaalden op het songfestival, maar konden nu toch niet winnen: Novi Fosili, Maja Blagdan en Magazin.

### Terugkerende landen
- Hongarije
- Denemarken
- Rusland
- Italië
- Duitsland

### Verplicht terugtrekkende landen
- Finland
- België
- Slowakije
- Macedonië
- Roemenië

Deze landen presteerden de laatste vier jaar het slechtst en moesten een beurt overslaan. Opvallend was dat ook Macedonië een jaar moest overslaan. Het land wou in 1996 debuteren, maar raakte niet door de preselectie en zag zijn debuut op het festivalpodium dus uitgesteld. Het slechte resultaat in de preselectie telde echter wel om het land een jaar verplicht te laten terugtrekken.

### Terugtrekkende landen
- Israël

In Israël was er een belangrijke religieuze feestdag waardoor het land niet deelnam.

### Kaart

Deelnemende landen
Landen die al meegedaan hebben maar niet meedoen